# HMS Bullrush (K307)
HMS Bullrush (K307) je bila korveta izboljšanega razreda Flower, ki je med drugo svetovno vojno plula pod zastavo Kraljeve vojne mornarice.

## Zgodovina
8. februarja 1944 je bila korveta predana Kraljevi kanadski vojni mornarici, kjer so jo preimenovali v HMCS Mimico (K485).